# Tsuredure Children
Tsuredure Children (jap. 徒然チルドレン Tsurezure chirudoren) – czteropanelowa manga autorstwa Toshiyi Wakabayashiego, publikowana na łamach magazynu „Bessatsu Shōnen Magazine” wydawnictwa Kōdansha od sierpnia 2014 do marca 2015. Później została przeniesiona do „Shūkan Shōnen Magazine”, gdzie była wydawana od kwietnia 2015 do lipca 2018. Na jej podstawie Studio Gokumi wyprodukowało serial anime, który emitowano od lipca do września 2017.

## Fabuła
Tsurezure Children to zbiór romantycznych historii o tym, jak trudno jest powiedzieć „kocham cię”. Wszyscy bohaterowie są uczniami tej samej szkoły, a wielu z nich jest kolegami z klasy lub członkami tego samego klubu. W historiach ukazane są różne punkty widzenia i krótkie sceny z życia różnych par, które stale się przeplatają. Wydarzenia są ułożone chronologicznie i pokazują rozwój relacji wszystkich bohaterów równolegle do siebie.

## Bohaterowie

### Drugoroczni
- Haruhiko Takase (jap. 高瀬 春彦 Takase Haruhiko)

Seiyū: Kentarō Kumagai 
- Saki Kanda (jap. 神田 沙希 Kanda Saki)

Seiyū: Haruka Miyake 
- Jun Furuya (jap. 古屋 純 Furuya Jun)

Seiyū: Kōhei Amasaki 
- Takurō Sugawara (jap. 菅原 卓郎 Sugawara Takurō)

Seiyū: Kaito Ishikawa 
- Chizuru Takano (jap. 高野 千鶴 Takano Chizuru)

Seiyū: Inori Minase 
- Takeru Gōda (jap. 剛田 武 Gōda Takeru)

Seiyū: Tomoaki Maeno 
- Ayaka Kamine (jap. 上根 綾香 Kamine Ayaka)

Seiyū: Yui Ogura 
- Chiaki Uchimura (jap. 内村 千秋 Uchimura Chiaki)

Seiyū: Seiichirō Yamashita 
- Kana Ijima (jap. 飯島 香菜 Ījima Kana)

Seiyū: Akari Kitō 
- Ayane Matsuura (jap. 松浦 彩音 Matsuura Ayane)

Seiyū: Ayumi Mano 
- Chiyo Kurihara (jap. 栗原 ちよ Kurihara Chiyo)

Seiyū: Ai Kakuma 
- Takao Yamane (jap. 山根 隆夫 Yamane Takao)

Seiyū: Hiro Shimono 
- Tomomichi Motoyama (jap. 本山 友道 Motoyama Tomomichi)

Seiyū: Sōichirō Hoshi 
- Kazuko Hosokawa (jap. 細川 数子 Hosokawa Kazuko)

Seiyū: Rie Murakawa 

### Trzecioroczni
- Masafumi Akagi (jap. 赤木 正文 Akagi Masafumi)

Seiyū: Kenshō Ono 
- Ryōko Kaji (jap. 梶 亮子 Kaji Ryōko)

Seiyū: Ayane Sakura 
- Shinichi Katori (jap. 香取 慎一 Katori Shin’ichi)

Seiyū: Daisuke Namikawa 
- Satsuki Sasahara (jap. 笹原 さつき Sasahara Satsuki)

Seiyū: Maaya Uchida 
- Erika Shibasaki (jap. 柴崎 絵里香 Shibasaki Erika)

Seiyū: Miyu Komaki 

### Pierwszoroczni
- Hotaru Furuya (jap. 古屋 ほたる Furuya Hotaru)

Seiyū: Haruka Tomatsu 
- Yūki Kaga (jap. 加賀 優樹 Kaga Yūki)

Seiyū: Yuki Hashimoto 
- Kaoru Nanase (jap. 七瀬 薫 Nanase Kaoru)

Seiyū: Nana Inami 

### Inni
- Hideki Yukawa (jap. 湯川 英樹 Yukawa Hideki)

Seiyū: Daisuke Ono 

## Manga
Manga ukazywała się od 9 sierpnia 2014 do 9 marca 2015 w magazynie „Bessatsu Shōnen Magazine”. Następnie została przeniesiona do „Shūkan Shōnen Magazine”, gdzie była wydawana od 15 kwietnia 2015 do 11 lipca 2018. Wydawnictwo Kōdansha zebrało ją w 12 tankōbonach, wydanych między 16 sierpnia 2014 a 17 sierpnia 2018.
| Nr | Data wydania (język japoński) | ISBN (język japoński)  |
| -- | ----------------------------- | ---------------------- |
| 1  | 16 sierpnia 2014              | ISBN 978-4-06-395168-4 |
| 2  | 9 stycznia 2015               | ISBN 978-4-06-395301-5 |
| 3  | 17 czerwca 2015               | ISBN 978-4-06-395426-5 |
| 4  | 17 grudnia 2015               | ISBN 978-4-06-395515-6 |
| 5  | 15 kwietnia 2016              | ISBN 978-4-06-395647-4 |
| 6  | 17 sierpnia 2016              | ISBN 978-4-06-395735-8 |
| 7  | 17 lutego 2017                | ISBN 978-4-06-395849-2 |
| 8  | 16 czerwca 2017               | ISBN 978-4-06-395956-7 |
| 9  | 17 października 2017          | ISBN 978-4-06-510209-1 |
| 10 | 17 listopada 2017             | ISBN 978-4-06-510391-3 |
| 11 | 16 marca 2018                 | ISBN 978-4-06-511064-5 |
| 12 | 17 sierpnia 2018              | ISBN 978-4-06-511794-1 |

## Anime
Adaptacja w formie telewizyjnego serialu anime została zapowiedziana 11 lutego 2017. Seria została wyprodukowana Studio Gokumi i wyreżyserowana przez Hiraku Kaneko. Scenariusz napisał Tatsuhiko Urahata, a postacie, na podstawie oryginalnych projektów Wakabayashiego, zaprojektowała Etsuko Sumimoto. Za produkcję odpowiadała firma NAS. Anime było emitowane od 4 lipca do 19 września 2017 w stacjach Tokyo MX, Sun TV i BS11. Motywem otwierającym jest „Ai mai moko” (jap. アイマイモコ) w wykonaniu Inori Minase, końcowym zaś „Dear” autorstwa Yui Ogury. Prawa do dystrybucji serii nabył Crunchyroll.

### Lista odcinków
| №  | Tytuł                                                               | Premiera         |
| -- | ------------------------------------------------------------------- | ---------------- |
| 1  | Confession Kokuhaku (告白)                                          | 4 lipca 2017     |
| 2  | Spring Haru (春)                                                    | 11 lipca 2017    |
| 3  | Point-Blank Relationship Shikin kyori ren’ai (至近距離恋愛)         | 18 lipca 2017    |
| 4  | Romantic Comedy Rabu komedi (ラブコメディ)                          | 25 lipca 2017    |
| 5  | Watching You from Afar Tōku kara kimi o miteru (遠くから君を見てる) | 1 sierpnia 2017  |
| 6  | We Don’t Need Girls Oretachi ni onna wa iranai (俺達に女はいらない) | 8 sierpnia 2017  |
| 7  | It’s All the Fever’s Fault Zenbu netsu no sei (全部熱のせい)        | 15 sierpnia 2017 |
| 8  | Bruised-Up Angel Kizu-darake no tenshi (傷だらけの天使)             | 22 sierpnia 2017 |
| 9  | Square One Furidashi (ふりだし)                                     | 29 sierpnia 2017 |
| 10 | Lovers Koibito-tachi (恋人たち)                                     | 5 września 2017  |
| 11 | Tuning Chūningu (チューニング)                                      | 12 września 2017 |
| 12 | Summer Begins Natsu ga hajimaru (夏が始まる)                        | 19 września 2017 |